# 짜장면박물관
짜장면박물관은 대한민국 인천광역시에 위치한 박물관이다. 2012년 4월 28일에 개관했다.기존의 공화춘 건물을 재조성해 개관했으며, 대한민국 최초의 짜장면 박물관으로 총 6개의 상설전시실과 1개의 기획전시실로 구성되어 있다.

## 같이 보기
- 공화춘